# Jan Pilát
Jan Pilát (8. července 1895 – 1961) byl český a československý politik Komunistické strany Československa a poúnorový poslanec Národního shromáždění ČSR.

## Biografie
V roce 1948 se uvádí jako zedník a předseda okresního národního výboru, Týn nad Vltavou.
Po volbách roku 1948 byl zvolen do Národního shromáždění za KSČ ve volebním kraji České Budějovice. Mandát nabyl až dodatečně v červenci 1951 jako náhradník poté, co rezignoval poslanec Josef Smrkovský. V parlamentu zasedal do konce funkčního období, tedy do voleb v roce 1954.